# Helena Mikulíková
Helena („Helka“) Mikulíková Krajčiová (* 5. August 1987 in Štiavnik) ist eine slowakische Fußballspielerin.

## Karriere

### Verein
Mikulíková startete ihre Karriere in der Jugend des ŠK Štiavnik, bevor sie im Frühjahr 2003 im Alter von 16 Jahren an das renommierte Sportgymnasium (Športové gymnázium Žilina) in Žilina ging. In dieser Zeit spielte sie in den Jugendmannschaften des ŠKF Žirafa Žilina, bevor sie im Sommer 2008 das Gymnasium verließ und in die Seniorenmannschaft vom ŠFK Žilina aufrückte. Am 4. August 2013 verkündete sie ihren Wechsel vom slowakischen Erstligisten ŠKF Žirafa Žilina zum polnischen Erstligisten TS Mitech Żywiec, wo sie gemeinsam mit Dominika Sýkorová die slowakische Mittelfeld-Achse des TS Mitech Żywiec bildet.

### Nationalmannschaft
Mikulíková gehört seit 2012 zum erweiterten Kader für die slowakischen Fußballnationalmannschaft der Frauen.

## Futsalkarriere
Bis zu ihrem Wechsel nach Polen 2012 spielte sie in ihrer Heimat Slowakei neben dem Fußball auch in den Hallenversion Futsal als Flügelstürmerin für den ŠKF Juventus Žilina. Sie nahm für ihren Verein mehrfach am renommierten slowakischen Futsalturnier Kamenex Cup teil.

## Persönliches
Mikulíková studierte bis Herbst 2012 Sportwissenschaften an der Univerzita Mateja Bela Banská Bystrica in Banská Bystrica.